# Dicranomyia obtusistylus
Dicranomyia obtusistylus är en tvåvingeart som först beskrevs av Alexander 1925.  Dicranomyia obtusistylus ingår i släktet Dicranomyia och familjen småharkrankar. Inga underarter finns listade i Catalogue of Life.